# Nephodia deformis
Nephodia deformis là một loài bướm đêm trong họ Geometridae.